# Ford Corsair

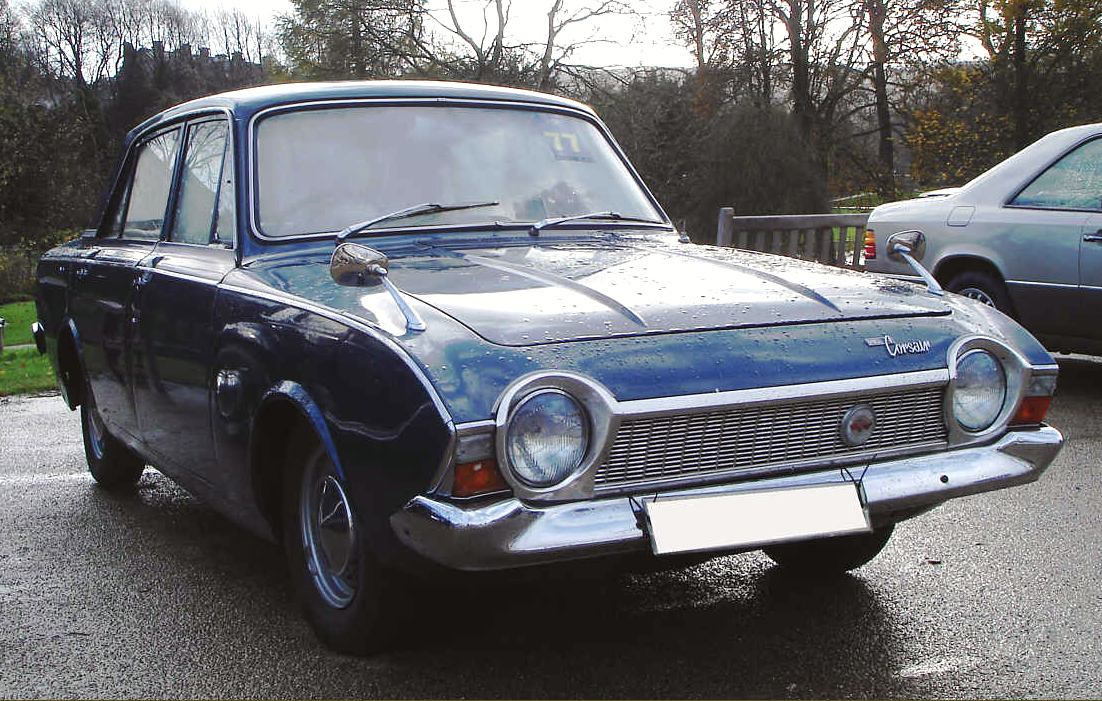
Ford Consul Corsair de 1965

À ne pas confondre avec Edsel Corsair ou Lincoln Corsair.
Le nom Ford Corsair a été utilisé à la fois pour une voiture produite par Ford Grande-Bretagne entre 1963 et 1970 et pour une automobile indépendante basée sur une Nissan commercialisée par Ford Australie entre 1989 et 1992.

## Ford Consul Corsair (1963-1965), Ford Corsair V4 (1965-1970) - Grande-Bretagne
La Ford Consul Corsair (connue plus tard sous le simple nom de Ford Corsair), fabriquée par Ford Royaume-Uni, est une voiture intermédiaire qui a été présentée au Salon de l'automobile de Londres en octobre 1963 et disponible en tant que berline ou break de 1964 à 1970. Il y avait aussi une version cabriolet construite par Crayford, qui est maintenant très rare et très recherchée en tant que voiture historique. Les Corsair berlines deux portes sont également rares, étant construites uniquement sur commande au Royaume-Uni, bien que la production de deux portes en volume se soit poursuivie sur certains marchés d'exportation. Un seul exemplaire du modèle des flottes, la Consul Corsair Standard, est connu pour exister[réf. nécessaire].
La Corsair a remplacé la gamme Consul Classic et c'était essentiellement une Cortina repensée à empattement long (le pare-brise et une grande partie des panneaux internes étaient les mêmes). La Corsair avait un style inhabituel et assez audacieux pour son époque, avec un pli net et horizontal en forme de V à l'avant de la voiture dans lequel des phares ronds étaient insérés. Cela a apparemment donné à la voiture une forme aérodynamique. Le style en forme de jet s'étendait à l'arrière où les groupes de feux verticaux et pointus faisaient allusion aux ailerons. Le style général était partagé avec la Ford Thunderbird du début des années 1960. Ce repère de style américain a été, à l'origine, inspiré en Allemagne par une étude de style pour la prochaine Ford Taunus de 1960 que le designer de Ford, Elwood Engel, a vue lors d'une visite. Il a utilisé sa conception frontale à la fois dans les Thunderbird et Lincoln Continental de 1961. En 1964, Tony Brookes, avec son frère jumeau en tant que l'un des pilotes, et un groupe d'amis ont remporté 15 records mondiaux d'endurance de classe G internationale à Monza en Italie avec une Corsair GT. (Annuaire 1965 de Monza)
La voiture était initialement proposée avec le plus grand moteur Kent 1,5 L de 60 ch (45 kW), à un seul carburateur, qui était également utilisé dans la plus petite Cortina, en version standard et GT. La gamme a été révisée en septembre 1965, adoptant de nouveaux moteurs Essex V4 de Ford, la rendant rugueuse au ralenti et grossière sur la route[citation nécessaire]. Ce moteur était d'abord disponible sous la forme 1 663 cm3, mais plus tard en 1966, une version plus grande de 2,0 litres était proposée avec. Un des slogans marketing pour les modèles V4 était « La voiture que nous voyons mais n'entendons pas », étant donné les caractéristiques inhérentes du moteur. L'autre slogan était « J'ai un V dans mon capot ». Une conversion en 3,0 litres utilisant le moteur V6 Essex de Ford était l'une des options disponibles via Crayford Engineering.
| Consul Corsair 1500 (1963-1965)   | unités  |
| --------------------------------- | ------- |
| Corsair Standard 1500 2 portes    | 355     |
| Corsair Standard 1500 4 portes    | 953     |
| Corsair Deluxe 1500 2 portes      | 33,352  |
| Corsair Deluxe 1500 4 portes      | 103,094 |
| Corsair GT 1500 2 portes          | 6,610   |
| Corsair GT 1500 4 portes          | 15,247  |
|                                   |         |
| Total de Corsair 1500 (1963-1965) | 159,951 |

| Corsair V4 (1965-1970)            | unités  |
| --------------------------------- | ------- |
| Corsair Deluxe V4 2 portes        | 6,450   |
| Corsair Deluxe V4 4 portes        | 118,065 |
| Corsair GT V4 2 portes            | 1,534   |
| Corsair GT V4 4 portes            | 12,589  |
| Corsair 2000E V4 4 portes         | 31,566  |
| Corsair V4 break 4 portes         | 900     |
| Corsair 2000GT V4 break 4 portes  | 40      |
|                                   |         |
| Total de Corsair V4 (1965-1970)   | 171,144 |
|                                   |         |
| Production totale de Ford Corsair | 331,095 |

Les Corsair 2 portes étaient presque toutes des voitures à conduite à gauche,
à destination de l'Europe ou pour l'export.
Un break Abbott a été ajouté à la gamme à la veille du Salon de l'Automobile de Genève en mars 1966, et en 1967, la Corsair a subi la finition Executive comme sa petite sœur la Cortina, résultant le modèle 2000E avec des flancs déchromés, qui nécessitait des poignées de porte non stylisées, des enjoliveurs spéciaux, des feux de recul, un toit en vinyle et des aménagements d'habitacle améliorés. La 2000E, au prix de 1 008 £ en 1967, était positionnée comme une alternative à prix réduit de la Rover 2000, dont l'introduction trois ans plus tôt avait effectivement défini un nouveau segment de marché pour les berlines exécutives à quatre cylindres au Royaume-Uni : la Corsair 2000E à confortablement sapée la Rover 2000 à 1 357 £ et l'Humber Sceptre à 1 047 £.
Une conversion en cabriolet cinq places ou cabriolet quatre places étaient disponibles via Crayford Engineering. Seuls 18 cabriolets ont été construits en utilisant la technologie de Karl Deutsche en Allemagne. Seuls 4 sont connus pour survivre.
Les performances de la Corsair étaient bonnes pour une voiture de son type et de sa période, avec une vitesse de pointe de 110 miles par heure (180 km/h) dans sa version V4 de 2.0 L, telle que mesurée par le compteur de vitesse, et elle avait une accélération exceptionnelle[citation nécessaire] à plein régime grâce au carburateur Weber à double étranglement progressif de 28/36 mm.
La Corsair a été remplacée par la Cortina Mk 3 en 1970, date à laquelle la Cortina agrandie est devenue la voiture de taille moyenne de Ford, et un nouveau modèle plus petit, l'Escort, avait déjà rempli la taille en-dessous. La nouvelle Ford Capri a repris les aspirations de performances et sportives de l'entreprise.
Au cours de sa production de six ans, 310 000 Corsair ont été construites - dont environ 350 survivraient. À l'inverse, sur les 100 cabriolets construits, autour de 75 ont survécu[citation nécessaire].

## Ford Corsair UA (Australie)
Entre 1989 et 1992, le nom Ford Corsair a été utilisé par Ford Australie pour une version basée sur la Nissan Pintara (elle-même une version basée sur la Nissan Bluebird).
Connu pendant le développement sous le nom de « Projet Matilda », la Corsair a été produite dans le cadre d'un schéma de partage de modèles connu sous le nom de Button Plan. Elle était proposée en berline quatre portes et à hayon cinq portes, dans les versions GL et Ghia avec des moteurs quatre cylindres de 2,0 L (CA20E) et 2,4 L (KA24E).
La Corsair était destinée à remplacer la Ford Telstar basée sur la Mazda 626, importée du Japon. Les deux étaient vendues côte à côte dans la gamme australienne de Ford, la Telstar étant uniquement disponible en version haute performance TX5 à hayon. Cependant, elle s'est avérée moins populaire que la Telstar, perdant considérablement des ventes en 1991.
Lorsque Nissan a fermé son usine australienne en 1992, la Corsair a été abandonnée et la Telstar importée est redevenue l'offre principale de Ford dans le segment des voitures de taille moyenne, jusqu'à son remplacement par la Mondeo en 1995.

## Edsel Corsair
Article principal : Edsel Corsair
L'Edsel Corsair était produite aux États-Unis par l'ancienne division Mercury-Edsel-Lincoln de la Ford Motor Company et vendue sous la marque Edsel en 1958 et 1959.